# François Savary de Brèves

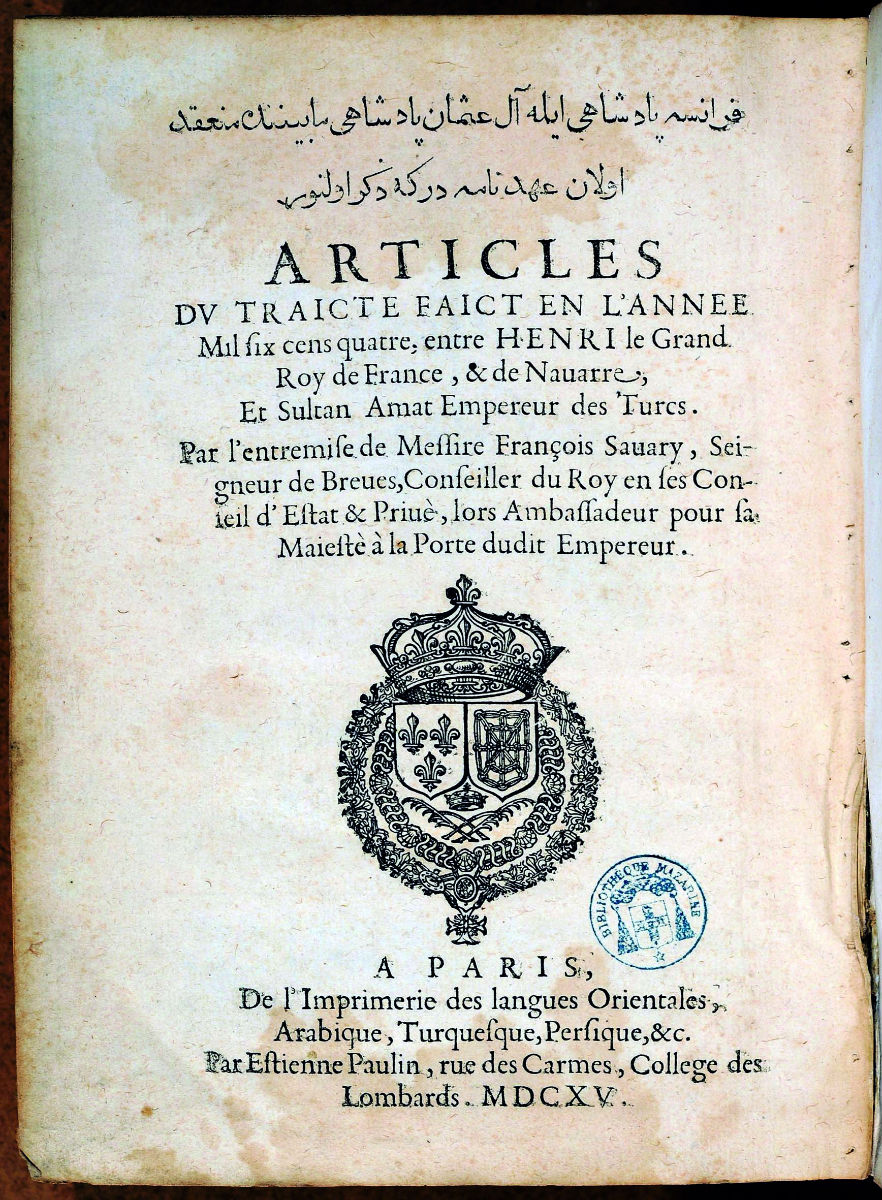
Traducción bilingüe franco-turca de las capitulaciones franco-otomanas de 1604 entre el sultán Ahmed I y Enrique IV, publicada por Savary de Brèves en 1615.

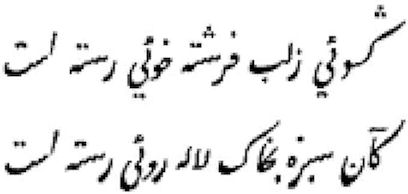
Caracteres persas desarrollados por Savary de Brèves.

François Savary de Brèves (Melay, 1560-París, 22 de abril de 1628) fue un embajador francés de los siglos XVI y XVII, además de orientalista.

## Carrera diplomática
En 1585, Savary de Brèves acompañó a su pariente, Jacques Savary de Lancosme, hacia la ciudad de Constantinopla, en la cual se convirtió en embajador en la Sublime Puerta. Savary de Lancosme se asoció con la Liga católica y se negó a reconocer a Enrique IV de Francia como rey, lo que provocó su aprisionamiento por parte de los otomanos y el nombramiento de Savary de Brèves como embajador interino.
De 1591 a 1605, Savary de Brèves fue embajador de Francia en la corte otomana. Intentó incitar al sultán a librar la guerra contra el rey español Felipe II y limitar las actividades de la piratería por parte de los berberiscos en las costas francesas de la Provenza, pero fue en vano, lo que provocó una tensión entre los franceses y los otomanos.
Savary de Brèves hablaba turco y árabe y era famoso por su conocimiento de la cultura otomana. Gracias a sus esfuerzos, el rey Enrique IV de Francia y el sultán Ahmed I firmaron unas capitulaciones el día 20 de mayo de 1604, lo que dio una marcada ventaja al comercio francés frente al de los ingleses y venecianos. En estas capitulaciones también se reconoce la protección del rey francés sobre la ciudad de Jerusalén y Tierra Santa. Esto favoreció la posterior alianza militar y política entre los dos países.
En 1607, Savary de Brèves se convirtió en el embajador francés en Roma. Se casó con Anne de Thou, pariente del historiador Jacques Auguste de Thou en 1607.
Savary de Brèves fue enviado a Túnez en 1608 por Enrique IV. En 1609, se convirtió en cónsul de Francia en Alejandría, Egipto.
Después de eso, a partir de 1615, se convirtió en gobernador del hermano del rey, Gastón de Orleans, duque de Anjou, hasta que cayó en desgracia en el año 1618.

## Estudios sobre Oriente
Savary de Brèves estaba interesado en establecer una imprenta árabe por su propia cuenta para introducir los estudios orientales en Francia. Hizo que se emitieran tipos y caracteres árabes, turcos, persas y siríacos en Italia. También trajo a Francia una gran colección de manuscritos. Estos tipos siguieron a los de Guillaume Le Bé a finales del siglo XVI.

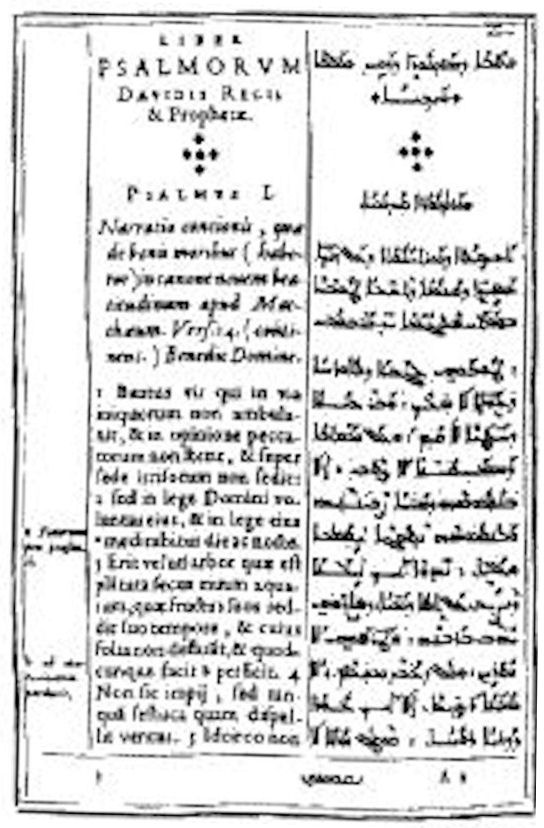
Salterio latín-siríaco de Gabriel Sionita, 1625, impreso por Antoine Vitré con las tipografías de François Savary de Brèves.

Los tipos árabes de Savary de Brèves continuarían siendo utilizados por otros impresores de texto árabe en París, como Antoine Vitré, el impresor del rey de texto en lenguas orientales (Linguarum Orientalium Regis Typographus), mucho después de su muerte. A partir de 1625, se utilizaron para imprimir la Biblia políglota de París, impresa por Vitré y editada por Guy Michel Le Jay en 1645, que abarca los primeros textos impresos del Antiguo Testamento, en siríaco, editados por Gabriel Sionita, el Libro de Rut por Abraham Ecchellensis, también un maronita, el Pentateuco samaritano y una versión de Jean Morin (Morinus).
Tras la muerte de Savary de Brèves en 1627, Richelieu adquirió los tipos para el reino de Francia con el fin de fomentar la propagación del catolicismo en el Levante y evitar que la herramienta cayera en manos de los cristianos hugonotes.

## Obras
- Relation des voyages tant en Grèce, Turquie et Aegypte..., París, 1628
- Discours sur l'alliance qu'a le roi avec le Grand Seigneur.